# Копрівна (Чрна-на-Корошкем)
Копрівна (словен. Koprivna) — поселення в общині Чрна-на-Корошкем, Регіон Корошка, Словенія. Висота над рівнем моря: 1068,7 м.